# Мансуров, Абдуразак
Абдуразак Мансуров (род. 1 октября 1999 год) — российский боец смешанных единоборств, представитель легчайшей весовой категории. Выступает на профессиональном уровне, начиная с 2020 года, известен по участию в турнирах престижных бойцовских организаций ACA. Чемпион и серебряный призёр чемпионата России по боевому самбо (2021). 

## Спортивные достижения
- Чемпионат России по боевому самбо 2021 года в весовой категории 74 кг — ;
- Чемпионат России по боевому самбо 2021 года в весовой категории 74 кг — [1][2].

## Статистика ММА
| Боёв 8          | Побед 5 | Поражений 3 |
| --------------- | ------- | ----------- |
| Нокаутом        | 1       | 1           |
| Сдачей          | 2       | 2           |
| Решением        | 2       | 0           |
| Ничьи           | 0       | 0           |
| Не состоявшихся | 0       | 0           |

| Результат | Рекорд | Соперник            | Способ                       | Турнир                                                         | Дата             | Раунд | Время | Место                             | Примечание         |
| --------- | ------ | ------------------- | ---------------------------- | -------------------------------------------------------------- | ---------------- | ----- | ----- | --------------------------------- | ------------------ |
| Поражение | 5-3    | Имам Витаханов      | Техническим нокаутом (удары) | ACA Young Eagles 19                                            | 24 июля 2021     | 1     | 0:19  | Толстой-Юрт, Чеченская Республика |                    |
| Победа    | 5-2    | Исраил Магомаев     | Сабмишном (удушение)         | Colosseum MMA Peoples' Friendship Cup                          | 27 июня 2021     | 1     | 0:18  | Москва, Россия                    |                    |
| Поражение | 4-2    | Махарбек Шкулев     | Сабмишном (удушение сзади)   | FFC FMR Fighting Championship: Selection 6                     | 20 марта 2021    | 2     | 2:10  | Москва, Россия                    |                    |
| Поражение | 4-1    | Висхан Кадыров      | Сабмишном (удушение сзади)   | ACA YE 17 ACA Young Eagles 17: Grand Prix 2021 Opening Round 2 | 20 февраля 2021  | 2     | 1:32  | Толстой-Юрт, Чеченская Республика |                    |
| Победа    | 4-0    | Хункар Дадаев       | Решением (единогласным)      | Colosseum MMA Battle of Champions 14                           | 13 сентября 2020 | 2     | 5:00  | Москва, Россия                    |                    |
| Победа    | 3-0    | Адилет Сейдали      | Нокаутом ()                  | Colosseum MMA - Battle of Champions 13                         | 16 августа 2020  | 1     | 1:04  | Москва, Россия                    |                    |
| Победа    | 2-0    | Баяман Бурканбек    | Решением (единогласным)      | Na Rayone Na Rayone 2                                          | 26 июля 2020     | 3     | 5:00  | Москва, Россия                    |                    |
| Победа    | 1-0    | Хусрав Мамадназаров | Сабмишном (удушение)         | FFC FMR Fighting Championship: Selection 2                     | 18 июля 2020     | 1     | 4:20  | Москва, Россия                    | Дебют в проф. ММА. |